# ارتباط الإعاقة بالفقر
إن فقراء العالم هم أكثر من يصابون بـ إعاقة أو يتعرضون لإعاقة بشكل كبير في حياتهم مقارنة بمن هم أفضل من الناحية المادية. ويعد معدل الإعاقة في الدول الفقيرة هو الأعلى بشكل ملحوظ من تلك الموجود في الدول المتقدمة بشكل أكبر. ورغم عدم وجود تفسير واحد يفسر هذا الاتصال تمامًا، إلا أنه في الآونة الأخيرة كان هناك قدر كبير من البحوث التي تُجرى لتوضيح الدورة التي يعزز بها الفقر والإعاقة بعضهما البعض. وقد تزيد العاهات البدنية أو الإدراكية أو العقلية أو العاطفية أو الحسية أو إعاقات النمو بشكل مستقل أو مع بعضها البعض من احتمالية أن يصبح المرء فقيرًا، بينما قد يزيد العيش في الفقر من احتمالية وجود أو اكتساب احتياجات خاصة للمرء في بعض القدرات.

## الامتداد

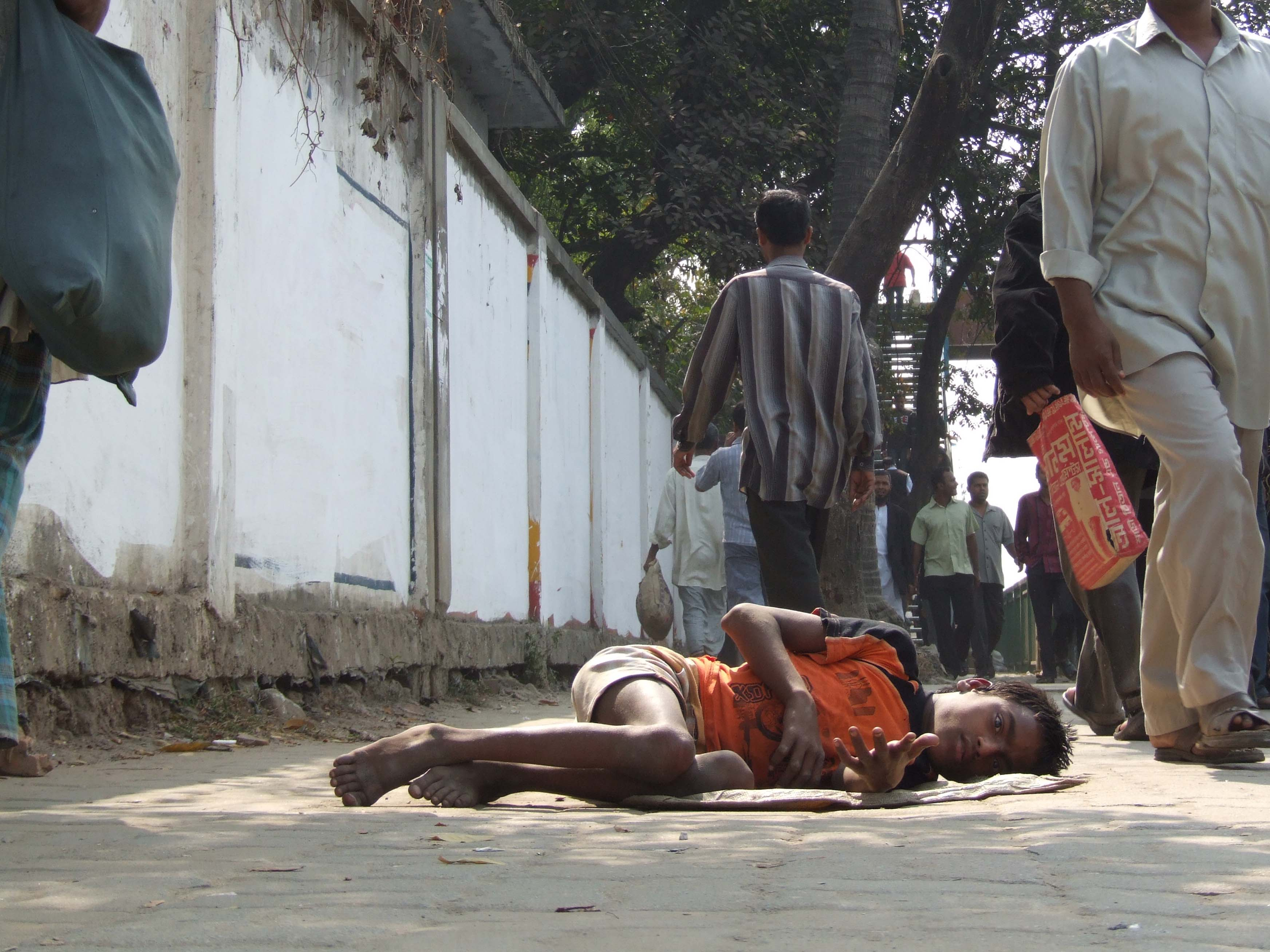
رجل ذو إعاقة في بنغلاديش

تم إجراء العديد من الدراسات لإثبات وجود نسبة كبيرة من الإعاقة بين الأفراد الذين يعيشون في فقر. وقد ورد عن البنك الدولي أن الأشخاص ذوي الإعاقة يُشكلون من 15 إلى 20 في المائة من أفقر الأفراد في البلدان النامية. كما ذكر رئيس البنك الدولي السابق جيمس ولفنسون أن هذه الصلة بينهما تكشف عن الرابط الذي ينبغي أن يكون مكسورًا. كما ذكر أنه «يتم تمثيل الناس ذوي الإعاقة في البلدان النامية تمثيلاً زائدًا ضمن أفقر الناس. فقد كان يتم تجاهلهم في جدول أعمال التنمية حتى الآن، ولكن يعد التركيز الأخير على استراتيجيات الحد من الفقر تغييرًا فريدًا لإعادة التفكير وإعادة كتابة جدول الأعمال هذا.» كما أكدت جوديث هيمان، التي تعمل مستشارًا أول في البنك الدولي للحقوق الدولية لذوي الإعاقة، على الرابط بين الإعاقة والتنمية بشكل أكبر، كما أنها تشير إلى أن 650 مليون شخص يعيشون بإعاقات، منهم حاليًا ثمانون في المائة يعيشون في البلدان النامية. ووفقًا لـ إدارة المملكة المتحدة للتنمية الدولية، يموت 10000 شخص من ذوي الإعاقات كل يوم نتيجة للفقر المدقع، مما يوضح أن العلاقة بين هذين العاملين هي مسألة إشكالية بشكل خاص. كما توجد هذه العلاقة في البلدان المتقدمة، حيث أبلغت شبكة «الممولون لتسهيل حياة ذوي الإعاقة» (Disability Funders Network) أنه في الولايات المتحدة وحدها يكون ذوو الإعاقات هم الأكثر عرضة بمرتين للعيش تحت خط الفقر من أولئك الذين ليس لديهم احتياجات خاصة.

## الأسباب
وفقًا للبنك الدولي، «يعاني مجموعة الأشخاص ذوي الإعاقات المتوسطة من نتائج اجتماعية واقتصادية أسوأ من الأشخاص غير المصابين بإعاقات، مثل تعليم أقل ونتائج صحية أسوأ وقلة فرص العمل وارتفاع معدلات الفقر.» وقد أظهر الباحثون أن هذه النتائج المنخفضة قد يرجع سببها لعدد كبير من العوائق المؤسسية وغيرها من العوامل. وعلاوة على ذلك، من المتوقع أن يتبع انتشار الإعاقات بين المجمعات السكنية الفقيرة نمط دوري، والذي يُرجح من خلاله أن يكون أولئك الذين يعيشون في فقر هم الأكثر عرضة للإصابة بإعاقات وأولئك المصابون بإعاقات هم الأكثر عرضة أن يصبحوا فقراء.

### الحلقة المفرغة
يرجع خبراء من «المجلس البريطاني لأشخاص ذوي الإعاقة» (United Kingdom Disabled Persons Council) العلاقة بين الإعاقة والفقر إلى العديد من العوامل النظامية التي تؤدي إلى مفهوم «الحلقة المفرغة». وتؤكد الإحصائيات على طبيعة الاحتياجات الخاصة التي تعزز بعضها البعض والوضع الاجتماعي والاقتصادي المنخفض، مما يوضح أن الناس ذوي الإعاقات هم أكثر من قد يصبحون فقراء، وأن من يعانون من الفقر هم أكثر من قد يصابون بإعاقة بشكل أكبر. ويمكن أن تؤدي العوائق الموجودة أمام ذوي الإعاقات إلى حرمان الأفراد من الوصول إلى الموارد الأساسية، مثل فرص التعليم والتوظيف، وبالتالي يقودهم هذا الأمر إلى الوقوع تحت طائلة الفقر. وبالمثل، يضع الفقر الأفراد في خطر أكبر للإصابة بإعاقة بسبب النقص العام الذي يتعرض له الفقراء فيما يتعلق بالرعاية الصحية والتغذية والنظام الصحي وظروف العمل الآمنة.
ويؤكد الخبراء أن هذه الدورة تدوم أساسًا بسبب نقص القوة التي يتم منحها لأولئك الذين يعيشون في فقر. وغالبًا ما تتطلب الخيارات القليلة المتاحة للفقراء أن يضع هؤلاء الأشخاص أنفسهم في طريق الأذى، مما يؤدي بالتالي إلى زيادة فرص الإصابة بإعاقات كان يمكن منعها. كما يعمل العيش في فقر على تقليل وصول الفرد إلى الخدمات الصحية الوقائية، مما يؤدي إلى زيادة احتمالية الإصابة بإعاقات كان يمكن منعها. وفي دراسة أجرتها منظمة أوكسفام، وجدت المنظمة أنه كان يتم اعتبار نسبة أكبر بكثير من نصف حالات العمى وضعف السمع في مرحلة الطفولة في إفريقيا وآسيا على أنها كان يمكن الوقاية منها أو علاجها. وهناك تقدير آخر صادر عن منظمة أوكسفام يقدم دليلاً إضافيًا على وجود هذه الحلقة المفرغة، حيث وجد أن 100 مليون شخص يعيشون في فقر يعانون من إعاقات أصيبوا بها نتيجة سوء التغذية وعدم وجود نظام صحي سليم.

### التمييز
يظهر التحيز ضد الأفراد المصابين بإعاقات، وهو ما يُطلق عليه أيضًا التفضيل، ليُشكل ضررًا كبيرًا على الأشخاص الناجحين في هذه المجتمعات السكانية. ووفقًا لإحدى الدراسات التي تتبعت حياة الأطفال المصابين بإعاقات في جنوب إفريقيا، تم وصف الأطفال الموجودين بالعينة على أن معاناتهم من «التمييز عن الأطفال والبالغين الآخرين في المجتمع هي مشكلتهم اليومية الرئيسية».
وقد تقود الأشكال الأخرى من التمييز إلى زيادة ظهور الإعاقة في المجتمعات السكانية المهمشة بالفعل. ووُجد أن المرأة والأفراد الذين ينتمون إلى مجموعات عرقية محددة ولديهم إعاقات هم من يعانون بشكل أكبر من التمييز ويتحملون النتائج السلبية. ويُرجع بعض الباحثين هذا الأمر إلى ما يعتقدون أنه «الرفض المزدوج» للفتيات والنساء اللائي يعانين من إعاقة على أساس جنسهن إلى جانب احتياجاتهن الخاصة. وتقود الصور النمطية التي تصاحب كلا هاتين الصفتين النساء المصابات بإعاقات إلى أن يتم اعتبارهن على أنهن يعتمدن على الآخرين بشكل خاص ويعملن على تضخيم سوء فهم هذا المجتمع السكني على أنه مرهق. وفي دراسة أجرتها منظمة أوكسفام، تم تسليط الضوء على العواقب الاجتماعية للإصابة بإعاقة، وفي نفس الوقت الانتماء لمجتمع سكاني مهمش بالفعل، حيث أوضحت الدراسة أن «المرأة المصابة بإعاقة تعاني من إعاقات متعددة. كما أن فرصها في الزواج قليلة جدًا، وربما يتم الحكم عليها بأن ليس لها وجود يُذكر لأنها شخص غير منتج للأسرة التي ولدت بها... ومن العجب أن العديد من الأطفال الإناث المصابات بإعاقات لا يبقين على قيد الحياة.» كما أن المرأة المصابة بإعاقة تكون عرضة بشكل خاص لسوء المعاملة. ووجدت دراسة للأمم المتحدة في ولاية أوريسا بالهند أن كل النساء ذوات الإعاقة تعرضن لشكل من أشكال الاعتداء الجسدي، في العينة التي أجرتها. ويظهر هذا التمييز المزدوج أصلاً ليكون سائدًا في الأمم الصناعية. ففي الولايات المتحدة، مثلاً، يعيش 72 في المائة من النساء ذوات الإعاقة تحت خط الفقر. ومن المهم الوضع في الاعتبار التمييز الحاد الذي قد يواجه الأفراد المصابين بإعاقات بسبب جنسهم، وذلك عند معرفة أن النساء، وفقًا لمنظمة التعاون والتنمية الاقتصادية، يُصبن بحالات إعاقة بنسبة أكبر من الرجال. وعلاوة على ذلك، تحمل العلاقة بين الإعاقة والفقر أهمية خاصة لنساء العالم، وهي العلاقة التي تمثل منها النساء حوالي 70 في المائة من جميع الأفراد الذين يعيشون في فقر.

### الرعاية الصحية
هناك سبب آخر لمعاناة الأفراد ذوي الإعاقات من الفقر غالبًا وهو ارتفاع التكاليف الطبية المرتبطة باحتياجاتهم. فقد أظهرت إحدى الدراسات، التي أجريت في قرى في جنوب الهند، أن التكلفة السنوية للعلاج والمعدات اللازمة للأفراد ذوي الإعاقات في المنطقة تتراوح قيمتها بين ثلاثة أيام من الدخل إلى سنتين تقريبًا، مع مبلغ متوسط ينفق على الخدمات الأساسية بمجموع يبلغ ثلاثة أشهر من قيمة الدخل. ولا يأخذ هذا الرقم بعين الاعتبار العمل غير المأجور لمقدمي الرعاية الذين يجب عليهم تقديم المساعدة بعد هذه الإجراءات وتكاليف الفرصة؛ مما يؤدي إلى فقدان الدخل خلال الإصابة والجراحة وإعادة التأهيل.
وقد أظهرت الدراسات التي أوردها عالما الأنثروبولوجيا الطبية بنديكت إنجستيد وسوزان رينولدز وايت أن الحصول على الرعاية الطبية يضعف بشكل كبير عندما لا يستطيع المرء الحركة. فقد أفادا أنه بالإضافة إلى التكاليف الطبية المباشرة المرتبطة بالاحتياجات الخاصة، يقع عبء النقل على كاهل ذوي الإعاقة. ويتضح ذلك بالأخص مع فقراء الريف الذين يتطلب بعدهم عن البيئات الحضارية حركة واسعة من أجل الحصول على الخدمات الصحية. وبسبب هذه العوائق، الاقتصادية والمادية على حد سواء، تشير التقديرات إلى أن 2% فقط من ذوي الإعاقة يحصلون على خدمات إعادة التأهيل المناسبة.
كما تؤثر عدم إمكانية حصول أولئك الذين يعيشون في فقر على الرعاية الصحية تأثيرًا كبيرًا على معدل الإعاقة في هذا المجتمع السكاني. ويواجه الأفراد الذين يعيشون في فقر مخاطر صحية أعلى ويكونون غالبًا غير قادرين على الحصول على العلاج المناسب، مما يقودهم إلى إمكانية إصابتهم بشكل كبير بإعاقة في حياتهم. ولا تعد العوائق المالية هي فقط العقبات التي تواجه أولئك الذين يعيشون في فقر. حيث تُظهر البحوث أن مسائل عدم إمكانية الوصول الجغرافي والتوفر والقيود الثقافية جميعها تشكل عوائق كبيرة للحصول على الرعاية المناسبة للمجتمعات السكانية في البلدان النامية. وتعد الأمراض المرتبطة بالجنس أمراضًا مؤذية بشكل خاص للنساء اللاتي يعشن في فقر. حيث تقدر منظمة الصحة العالمية أن كل عام تصاب 20 مليون امرأة بإعاقات بسبب المضاعفات التي تحدث خلال فترة الحمل والولادة والتي يمكن تخفيفها بشكل كبير من خلال الرعاية الطبية المناسبة قبل الولادة وأثناءها وبعدها.
وتتضح العوائق الأخرى للرعاية في نقص العلاجات المطورة لعلاج أمراض الفقر. ويؤكد الخبراء أن معظم الأمراض التي تصيب عادة من يعيشون في فقر تجذب التمويل الأقل لإجراء البحوث. ويكشف هذا التناقض، المعروف باسم الفجوة 10/90، أن 10 في المائة فقط من بحوث الصحة العالمية تركز على الظروف التي تمثل 90 في المائة من عبء المرض العالمي. وبدون إعادة توزيع رأس المال المخصص للبحوث، من المرجح أن تستمر العديد من الأمراض المعروف أنها تسبب الوفاة والإعاقة في المجتمعات السكنية الفقيرة.

### العوائق المؤسسية
يؤكد الباحثون على أن العوائق المؤسسية تلعب دورًا كبيرًا في أن يصبح أولئك المصابين بإعاقات فقراء.

#### إمكانية الوصول
قد تكون البيئة المادية أحد العوامل الكبيرة في تحديد قدرة المرء على الوصول إلى سلالم النجاح أو حتى القوت الأساسي. وقد خلُص أستاذ التخطيط الحضري، روب إميري، إلى أن معظم المساحات بها عوائق مادية يمكن التغلب عليها، والتي تسبب دون قصد «التمييز العنصري حسب التصميم»، وحيثما يتم استبعاد الأفراد ذوي الإعاقات من المناطق بسبب تخطيط هذه المساحات بشكل لا يمكن المرء من الوصول إليها. وقد تم النظر في هذا «التمييز العنصري» من قبل البعض، مثل مجلس المعوقين بالمملكة المتحدة، مع إيلاء اهتمام خاص فيما يتعلق بمرافق النقل العام والتعليم والصحة وربما أماكن التوظيف المتصلة بها. كما توجد العوائق المادية في المنزل، حيث نجد الذين يعيشون في فقر أكثر عرضة لسكن الأماكن الضيقة التي لا تسمح بوصول الكراسي المتحركة. وهناك عوامل استبعاد أخرى، غير الوصول المادي، تشمل عدم وجود طريقة بريل ولغة الإشارة ونقص توفر الشرائط الصوتية للمكفوفين والصم.

#### التعليم
يُعتقد أن جذور البطالة تبدأ بالتمييز في سن مبكرة، فقد أشارة منظمة اليونسكو إلى أن 98 في المائة من الأطفال ذوي الإعاقات في البلدان النامية يُحرمون من الحصول على التعليم الرسمي. ووفقًا للبنك الدولي، لا يحصل 40 مليون طفل على الأقل من ذوي الإعاقات على التعليم، مما يمنعهم من الحصول على المعرفة الضرورية من أجل الحصول على عمل مربح وإجبارهم على أن يكبروا وهم يعتمدون ماليًا على الآخرين. وينعكس هذا أيضًا في نتائج حصل عليها تقرير التنمية في العالم تفيد بأن 77 في المائة من ذوي الإعاقات أميون. وتوجد هذه الإحصائية بشكل صادم أكثر مع النساء ذوات الإعاقة، حيث تفيد تقارير برنامج الأمم المتحدة الإنمائي أن معدل معرفة القراءة والكتابة في العالم لهذه الفئة من السكان هو مجرد 1 في المائة. وربما يرجع هذا لحقيقة أن الأولاد ذوي الإعاقة، وفقًا لمنظمة الصحة العالمية، هم على الأرجح من يحصلون على التعليم بنسبة أكبر من الفتيات ذوات الإعاقة المشابهة. وللحديث عما هو أبعد من مجرد الحصول على مهارات، يعتقد خبراء مثل جوديث هيمان مستشارة البنك الدولي سابقًا أن القيمة المجتمعية من التعليم وعدم قدرة المدارس على استيعاب الأطفال ذوي الاجتياجات الخاصة تساهم بشكل كبير في التمييز ضد هؤلاء الأفراد. ومن المهم ملاحظة أن الحرمان من التعليم للأفراد ذوي الاحتياجات الخاصة قد لا يكون مسألة تمييز فقط، ولكنه أيضًا قضية موارد. فغالبًا ما يحتاج الأطفال ذوو الإعاقات الموارد التعليمية الخاصة والممارسات التعليمية التي لا توجد إلى حد كبير في البلدان النامية.

#### العمل
وجد بعض علماء الاجتماع عددًا من العوائق أمام عمل ذوي الإعاقات. ويمكن ملاحظة هذا في تمييز صاحب العمل والعوائق المعمارية في مكان العمل والمواقف السلبية المنتشرة فيما يتعلق بالمهارة وردود الفعل السلبية للعملاء. ووفقًا لعالم الاجتماع إدوارد هول، «فإن ذوي الإعاقات عاطلون عن العمل أو يعملون في مهن أدنى منزلة أو بمال قليل أو يخرجون من سوق العمل تمامًا بمعدل أكبر من غير المعاقين.» وتقدر منظمة العمل الدولية أن ما يقرب من 386 مليونًا من السكان في سن العمل لديهم شكل من أشكال الإعاقة، ومع ذلك، لا يستطيع ما يصل إلى 80% من هؤلاء الأفراد الذين يمكنهم العمل العثور على عمل لهم. وتشير الإحصائيات إلى أن الأفراد ذوي الإعاقة في البلدان الصناعية والنامية يكونون غير قادرين عمومًا على الحصول على عمل رسمي. ففي الهند، لا يعمل إلا 100000 من بين 70 مليون شخص من ذوي الإعاقة. وفي الولايات المتحدة، تم توظيف 14.3 مليون شخص من ذوي الإعاقة من بين 48.9 مليونًا تقريبًا، وإبلاغ ثلثي هؤلاء العاطلين أنهم لم يتمكنوا من العثور على عمل. وبالمثل في بلجيكا، لم يتمكن إلا 30 في المائة فقط من ذوي الإعاقات من العثور على عمل مربح. وفي المملكة المتحدة، وُجد أن 45 في المائة من البالغين ذوي الإعاقة يعيشون تحت خط الفقر. ولكن لم يتم تحديد بيانات موثوقة عن معدل البطالة لذوي الإعاقة حتى الآن في معظم البلدان النامية.
وقد أوضح عالما الاجتماع كولن بارنز وجيوف ميرسر أن هذا الاستبعاد للأشخاص ذوي الإعاقة من سوق العمل المدفوع الأجر هو السبب الرئيسي لمواجهة معظم هذه الفئة من السكان لمستويات أكبر بكثير من الفقر واعتمادهم بشكل أكبر على الدعم المالي الذي يقدمه الآخرون. وبالإضافة إلى المكاسب الاقتصادية المرتبطة بالتوظيف، أظهر الباحثون أن المشاركة في القطاع الاقتصادي الرسمي يقلل من التمييز ضد الأشخاص ذوي الإعاقة. وقد لاحظ أحد علماء الأنثروبولوجيا الذين قاموا بتسجيل حياة الأشخاص ذوي الإعاقة في بوتسوانا أن الأفراد الذين تمكنوا من العثور على عمل رسمي «سيحصلون عادة على مكانة في المجتمع مساوية للمواطنين غير المعاقين.» ولأن مكان العمل الرسمي هو مساحة اجتماعية، يرى بعض علماء الاجتماع أن استبعاد الأفراد ذوي الإعاقة من هذا المجال يُشكل عائقًا كبيرًا في الاندماج الاجتماعي والمساواة.
وقد تم وضع إستراتيجية الإنصاف في التوظيف من قبل البعض، مثل عالِمي الاجتماع استير وايلدر وويليام والترز، للاعتماد على زيادة الوعي بالعوائق الحالية والتوسع في استخدام التكنولوجيات المساعدة، التي يمكنها أن تجعل أماكن العمل والمهام أكثر سهولة والتطور الوظيفي الأكثر استيعابًا والأكثر أهمية هو القضاء على التمييز.
ويثبت خلق فرص عمل شاملة تسهل مشاركة الأفراد ذوي الإعاقة بشكل أفضل أن له تأثيرًا إيجابيًا ليس فقط على حياة هؤلاء الأفراد ولكن أيضًا على اقتصاديات الدول التي تنفذ مثل هذه المعايير. وتقدر منظمة العمل الدولية أن الاستبعاد الحالي للأفراد ذوي الاحتياجات الخاصة الذين يمكنهم العمل يكلف الدول مكاسب محتملة تتراوح بين 1 إلى 7 في المائة من ناتجها المحلي الإجمالي.

## الآثار المترتبة
يعتبر البعض أن العلاقة بين الإعاقة والفقر مشكلة بشكل خاص، نظرًا لأنها تضع أولئك الذين لهم احتياجات بشكل أكبر في مكانة يتمكنون من خلالها من الحصول على أقل عدد من الموارد. ويشير باحثون من الأمم المتحدة ومدرسة ييل للصحة العامة إلى الرابط بين الإعاقة والفقر باعتباره مظهرًا من النبوءة ذاتية التحقق، حيث يتم افتراض أن هذه الفئة من السكان تشكل استنزافًا للموارد، مما يقود المجتمع إلى حرمانهم من الوصول إلى سبل النجاح. كما أن هذا الاستبعاد للأفراد على أساس احتياجاتهم الخاصة يحرمهم بدوره من الفرصة لتقديم مساهمات هامة من شأنها أن تدحض هذه الصور النمطية. وتؤكد منظمة أوكسفام أن هذه الدورة السلبية يرجع إلى حد كبير إلى التقليل الإجمالي للإمكانات التي يمتلكها الأفراد ذوو الإعاقة وعدم وجود وعي بالإمكانيات التي قد يمتلكها كل شخص إذا كانت الموارد المناسبة موجودة.
وقد ظهرت البداية المبكرة للوفيات التي يمكن تجنبها كنتيجة كبيرة للإعاقة لأولئك الذين يعيشون في فقر. ويوضح الباحثون أن الأسر التي تفتقر إلى وجود قوة اقتصادية مناسبة تكون غير قادرة على رعاية الأطفال ذوي الاحتياجات الطبية الخاصة، مما يؤدي إلى الوفيات التي كان يمكن تجنبها. وتوضح دراسات المصاعب الاقتصادية أن الأسر قد تحول الموارد من أطفالهم ذوي الإعاقة لأن الاستثمار في معيشتهم يُنظر إليه غالبًا على أنه استثمار لا يمكن لمقدمي الرعاية تقديمه. وقد أكد بنديكت إينجتيد، وهو عالم أنثروبولوجيا قام بدراسة حول الأسر التي يوجد بها عضو ذو إعاقة، أن ما قد يعتبره البعض إهمالاً للأفراد ذوي الإعاقات «كان أساسًا انعكاسًا للمعاناة العامة التي تعيش فيها الأسرة.» وقد وجدت دراسة أجرتها منظمة أوكسفام أن رفض الطفل ذي الإعاقة لم يكن أمرًا غير مألوف من المناطق التي تعاني من فقر مدقع. واستمر التقرير في إظهار أن إهمال الأطفال ذوي الإعاقة كان بعيدًا عن الاختيار المتعمد، وإنما نتيجة لنقص الموارد الأساسية. كما أوضحت الدراسة أن الخدمات الضرورية لرفاهية هؤلاء الأطفال «يتم استغلالها» عندما تكون متاحة. وبالتالي تخلُص المنظمة إلى أنه إذا كانت الأسر تمتلك القدرة على رعاية الأطفال ذوي الاحتياجات الخاصة، فيجب عليها أن تفعل ذلك طوعًا، ولكن غالبًا ما يمنعهم عدم القدرة على الوصول إلى الموارد الهامة من إدارة الرعاية المناسبة.

## المبادرات الحالية
تعد المبادرات التي تعالج العلاقة بين الفقر والإعاقة على المستويات المحلية والقومية والدولية نادرة جدًا. فوفقًا للأمم المتحدة، لا توجد سوى 45 دولة في جميع أنحاء العالم هي من تمتلك قوانين لمكافحة التمييز والقوانين الخاصة بالإعاقة. وبالإضافة إلى ذلك، يشير الخبراء إلى العالم الغربي كدليل على أن الترابط بين الفقر والإعاقة لم يتم حله بشكل طبيعي خلال عملية التنمية. وبدلاً من ذلك، يرى واضعو النظريات، مثل خبير سياسة الإعاقة مارك بريستلي، أن الجهد الذي يحدث عن وعي نحو التنمية الشاملة هو جهد ضروري في عملية الإصلاح.
ويؤكد داعم حقوق ذوي الإعاقة جيمس تشارلتون أنه من الضروري دمج أصوات الأفراد ذوي الإعاقة بشكل أفضل في عملية صنع القرار. وقد جعل أدبه عن حقوق ذوي الإعاقة من شعار «لا شيء عنا بدوننا» شعارًا شعبيًا، مما يثبت الحاجة إلى ضمان أن أولئك الأكثر تضررًا من السياسة لهم جانب مماثل في صناعتها. وتعد هذه الحاجة إلى القوة مسألة مهمة بشكل خاص لذوي الاحتياجات الخاصة الذين يتم وضعهم غالبًا في صور نمطية سلبية على أنهم يعتمدون على الآخرين. وعلاوة على ذلك، يثير العديد ممن هم جزء من حركة الدفاع عن حقوق ذوي الإعاقة الجدل حول أن هناك تركيزًا قليلاً جدًا على المساعدات المصممة للقضاء على العوائق المادية والاجتماعية التي يواجهها ذوو الإعاقة. وتؤكد الحركة أنه إذا لم تتم معالجة هذه العوائق، فستستمر العلاقة بين الإعاقة والفقر.
ويُنظر إلى العمل كعامل هام في الحد من وصمة العار وزيادة القدرات في حياة الأفراد ذوي الإعاقة. ويظهر انعدام الفرص المتاحة حاليًا لجعل الحلقة المفرغة دائمة، مما يسبب وقوع ذوي الإعاقة في براثن الفقر. ولمعالجة هذه المخاوف، بدأت العديد من المبادرات الأخيرة في تطوير هياكل عمل أكثر شمولية. ويعد مشروع نتيرو (Ntiro) مثالاً على ذلك للتوظيف المعتمد والشامل. ويهدف المشروع، الذي يتم تنفيذه في جنوب إفريقيا، إلى القضاء على نماذج التمييز المنتشرة في البلاد من خلال الجهود المنسقة بين المناطق والمنظمات غير الحكومية والمنظمات المجتمعية. ويشدد النموذج على التعليم واقتران الأفراد ذوي الإعاقة الذهنية مع الموجهين، حتى يقوموا بتطوير المهارات اللازمة لأداء دورهم بشكل مستقل. وينسق البرنامج بين الأفراد وأرباب العمل المحليين. ويؤكد هذا النموذج التدريجي على أن الناس الذين قد حُرموا من الموارد اللازمة لاكتساب المهارات الأساسية قادرون على بناء خبراتهم والالتحاق بسوق العمل.
كما كانت الأمم المتحدة في مقدمة بدء التشريعات التي تهدف إلى ردع الآثار السلبية الحالية التي يواجهها ذوو الإعاقة في المجتمع وخاصة الذين يعيشون في فقر. وفي عام 1982، نشرت الأمم المتحدة برنامج العمل العالمي المتعلق بذوي الإعاقة، الذي ينص صراحة على أنه «ينبغي بذل الجهود بشكل خاص لدمج ذوي الإعاقة في عملية التنمية، وبالتالي تعد التدابير الفعالة من أجل الوقاية وإعادة التأهيل وتكافؤ الفرص تدابير أساسية.» وقد مهَّد هذا المعتقد الطريق نحو عقد الأمم المتحدة الخاص بذوي الإعاقة في الفترة من عام 1983 إلى 1992، والذي اعتمدت الجمعية العامة في نهايته القواعد الثابتة لتحقيق مبدأ تكافؤ الفرص لذوي الإعاقة. وتشجع القواعد الثابتة الدول على إزالة العوائق الاجتماعية والثقافية والاقتصادية والتعليمية والسياسية التي تمنع الأفراد ذوي الإعاقة من المشاركة في المجتمع بالتساوي. ويدعي أنصار هذه الحركات أنها تساعد في تسهيل سياسة التنمية بشكل أكثر شمولاً نيابة عن الأمم المتحدة وتضع حقوق ذوي الإعاقة في المقدمة.

## الانتقادات
يؤكد النقاد على أن العلاقة بين الإعاقة والفقر قد يكون مبالغًا فيها. ويُعتقد أن الاختلافات الثقافية في تعريف الإعاقة، والتي تؤدي إلى زيادة تقديرات التحيز نيابة عن الباحثين وتباين الحالات التي لا تُحتسب بين البلدان، تُعد جميعًا جزءًا من التوصيف الخاطئ. وقد أدت هذه العوامل إلى تقرير بعض المنظمات أن التوقعات التي تؤكد أن نسبة 10 في المائة من سكان العالم ينتمون إلى مجتمع المعوقين تعد كبيرة جدًا. وقد أدت التكهنات حول هذه التوقعات بنسبة إعاقة تقدر بـ 10% إلى جمع نتائج متفاوتة من خلال دراسات أخرى مستقلة. كما حدثت منظمة الصحة العالمية تقديراتها إلى 4% للبلدان النامية و7% للبلدان الصناعية. وتحافظ الوكالة الأمريكية للتنمية على الرقم الأولي الذي يقدر بـ 10%، بينما تتخلص الأمم المتحدة من نصف هذا المعدل مع توقعات تقدر بنسبة 5%. ولا تزال النسبة المئوية للسكان ذوي الإعاقة في العالم مسألة مريبة إلى حد كبير.
كما تمت معارضة الجدل الذي يشير إلى أنه ينبغي توجيه التنمية لتحسين قوة الأفراد ذوي الإعاقة في عدة مواضيع. أولاً، يزعم النقاد أن دور التنمية هو تسخير الإمكانات التي لا يمتلكها معظم الأفراد في هذه الفئة من السكان. ثانيًا، تم الانتهاء من قضية أن تكاليف الرعاية الصحية للعديد من الأشخاص ذوي الاحتياجات الخاصة هي كبيرة جدًا، على أن تتحملها الحكومة أو المنظمات غير الحكومية خاصة فيما يتعلق بالاقتصادات الناشئة. وعلاوة على ذلك، ليس هناك ضمان أن الاستثمار في إعادة تأهيل الفرد سيؤدي إلى تغيير جوهري في قوتهم. وآخر شيء هو اقتراح الأولويات. حيث يقال إن معظم البلدان التي تحتاج إلى تطوير شامل يجب أن تركز على الأمراض الصحية، مثل وفيات الرضع والإسهال والملاريا التي تعد أمراضًا قاتلة منتشرة على نطاق واسع، ولا تقتصر على فئة سكانية محددة.
كما تم انتقاد ما يتعلق بالحلول المحتملة. ففيما يتعلق بتنفيذ التغيير من خلال السياسة، لاحظ النقاد أن الوضع القانوني الضعيف لوثائق الأمم المتحدة وقلة الموارد المتاحة للمساعدة في تنفيذ تغييرها قد أدى إلى الصراع لتحقيق الأهداف التي وضعتها الجمعية العامة. وقد أظهرت دراسات أخرى أن السياسة على المستوى الوطني لا تتساوى بالضرورة مع التحسينات الملحوظة في هذه البلدان. وأحد الأمثلة على ذلك هو الولايات المتحدة، حيث يدعي عالم الاجتماع استير وايلدر وويليام والترز أن «توظيف الأفراد ذوي الإعاقة زاد هامشيًا فقط منذ إصدار قانون الأمريكيين ذوي الإعاقة.» ويُعتبر التأثير الأقل من المتوقع لـ [[قانون الأمريكيين ذوي الإعاقات لعام 1990|قانون الأمريكيين ذوي الإعاقات والمبادرات الأخرى القائمة على السياسة عيبًا خطيرًا في التشريع. وذلك لأن العديد من القضايا المحيطة بالإعاقة، وهي التمييز في العمل، يتم حلها عمومًا من خلال النظام القانوني الذي يستلزم مشاركة الأفراد في عملية التقاضي المكلفة في كثير من الأحيان.